# بخش کچار
بخش کچار (به انگلیسی: Cachar district) یک بخش در هند است که در آسام واقع شده‌است. بخش کچار ۳٬۷۸۶ کیلومتر مربع مساحت و ۱٬۷۳۶٬۳۹۱ نفر جمعیت دارد.